# Ян Лівей
Ян Лів́ей (спрощ.: 杨利伟; кит. трад.: 楊利偉; піньїнь: Yáng Lìwěi, нар. 21 червня 1965 (59 років) , Суйчжунd ) — перший космонавт КНР, генерал-майор ВПС КНР. Космонавт-герой (2003).

## Біографія
Здійснив космічний політ на кораблі «Шеньчжоу-5», який був виведений на орбіту навколо Землі ракетою-носієм «Чанчжен» («Великий похід») 15 жовтня 2003. Повідомлялося, що Ян Лівей мав з собою зброю, ніж і намет на випадок приземлення в якому-небудь непередбачене місці. Крім того, Ян Лівей мав з собою на борту прапорці КНР і ООН[джерело?].
«Шеньчжоу-5» приземлився 16 жовтня 2003 в автономному районі Внутрішня Монголія, зробивши за 21 годину 14 витків навколо Землі. Через п'ятнадцять хвилин після приземлення, за допомогою команди рятувальників, вибрався з свого корабля і заявив, що почувається добре[джерело?].

## Сім'я
Народився в селянській сім'ї, мати — учителька, батько — бухгалтер в колгоспі. Одружений з Чжан Юймей — офіцером Народно-визвольної армії Китаю. Є син[джерело?].